# Варлаам (Шишацький)
Варлаа́м Шиша́цький (Шишацький Григорій Степанович; 12 березня 1750— 1821) — церковний і громадський діяч. Єпископ волинський (від 1795 року) з кафедрою в Острозі, хоча іменувався Житомирським.

## Біографія
Народився в сім'ї паламарчука Спасо-Преображенської церкви містечка Шишаки. Спочатку навчався у Переяславському колегіумі. Продовжив освіту у Києво-Могилянській академії.
Ректор Переяславського колегіуму (1783–1785). Ректор Новгород-Сіверської семінарії (1785–1787). Відзначився як поборник ідеї автокефальної руської (української та білоруської) православної церкви, незалежної від Москви й Польщі. Шишацького відправили якомога далі від України.
Архімандрит Новгородського Кирилівського монастиря (1789–1793), у 1793 р. — переведено до В'яжицького Миколаївського монастиря Новгородської єпархії.
У 1799 р. призначений єпископом Волинським і Житомирським, з 1805 р. — єпископ Могильовський та Вітебський, з 1808 р. — архієпископ.
Зусиллям Варлаама Шишацького 14 травня 1796 року в приміщеннях Свято-Преображенського Острозького монастиря (колишній монастир єзуїтів, згодом василіян) була відкрита Волинська духовна семінарія.
Після зайняття Могильова французькими військами 1812 р. Шишацький в кафедральному соборі присягнув на вірність Наполеону разом з усім духовенством.
1812 року позбавлений сану та засланий до Новгород-Сіверського монастиря за акт державної зради — складання присяги Наполеону. Не був ізольований — приймав у монастирі відвідувачів, які користалися його багатою бібліотекою. Член Новгород-Сіверського патріотичного гуртка.
Помер своєю смертю 1821 року.